# クラッシング (2016年のテレビドラマ)
『クラッシング』（原題：Crashing）は、ビッグ・トーク・プロダクションズが制作し、フィービー・ウォーラー＝ブリッジが脚本・制作を担当したイギリスのテレビドラマ。2016年1月11日から2月15日まで、チャンネル4で全6話が放送され、Netflixオリジナルシリーズとして国際的に配信された。

## キャスト
- ルル - フィービー・ウォーラー＝ブリッジ
- サム - ジョナサン・ベイリー
- メロディ - ジュリー・ドレイ
- ケイト - ルイーズ・フォード
- アンソニー - ダミアン・モロニー
- コリン・カーター - エイドリアン・スカーボロー
- フレッド・パティーニ - アミット・シャー
- ウィル - ロッキー・チャップマン
- ルルの大叔母 - キャシー・バーク
- コリンの元妻、カーラ - ジャニー・ディー

## 制作
この物語は、フィービー・ウォーラー＝ブリッジが脚本を書き、制作会社ビッグ・トークによってテレビ用に企画された2つの戯曲から始まった。ウォーラー＝ブリッジは、「これらの作品の原動力となったのは、二人の間に何か刺激的なことが起こり得たのに、最後の瞬間にそれを押し殺してしまった瞬間を見つけたことでした。私はいつも、この瞬間の後にこれらの人々に何が起こったのかを書きたかったのです」と述べた。
本作の舞台は、制作会社のオフィスに近いフィッツロヴィアにある廃病院、ミドルセックス病院からインスピレーションを得ている。最終的にはホワイトチャペルにあるロイヤル・ロンドン病院の廃墟で撮影されたが、実際に人が住んでいた。

## 公開
本作は2016年1月11日から2016年2月15日までチャンネル4で放送され、2016年から2017年にかけてNetflixオリジナルシリーズとして国際的に公開された。